# Strandtrådfoting
Strandtrådfoting (Thalassisobates littoralis) är en mångfotingart som först beskrevs av Filippo Silvestri 1903. Strandtrådfotingen placeras som ensam art i släktet Thalassisobates, i familjen tråddubbelfotingar. Arten förekommer endast vid havskuster, där den föredrar stenstränder och den lever under stenar, tång och bandtång i tidvattenzonen eller något över denna. Den finns observerad längs Medelhavets kust, på brittiska öarna och utmed USA:s östkust. I hela sitt kända utbredningsområde är den sällsynt. Den har bara påträffats vid ett tillfälle i Sverige, vilket skedde 1926 vid Edsviken nära Grebbestad i Bohuslän. I övrigt har den observerats vid Oslofjorden i Norge varför det bedöms som troligt att den kan förekomma på andra plaster utmed Bohuskusten.